# Chemická past
Chemická past je chemická sloučenina používaná k detekci nestabilních sloučenin. Využívají se u nich schopnosti bimolekulárních reakcí vytvářet snadněji zachytitelné a lépe popsatelné produkty. Látka vytvářející past se někdy používá ve velkém přebytku.

## Příklady

### Cyklobutadien
Jako příklad může sloužit detekce cyklobutadienu vzniklého oxidací trikarbonylu cyklobutadienželeza. Pokud rozklad probíhá za přítomnosti alkynu, tak se cyklobutadien zachytává jako bicyklohexadien. K provedení tohoto záchytu je třeba, aby oxidační činidlo (dusičnan diamonnoceričitý) nepůsobilo na zachycovací činidlo.

### Difosfor
Difosfor (P2) je jako analog didusíku (N2) dlouho předmětem zájmu chemiků. Přestože je nestabilní, tak jej lze získat rozkladem některých komplexů niobu za přítomnosti zachycovacích činidel:

### Silyleny
Další podobnou skupinou sloučenin jsou silyleny, křemíkové analogy karbenů. Dechlorací dimethyldichlorsilanu vzniká dimethylsilylen:
SiCl2(CH3)2 + 2 K → Si(CH3)2 + 2 KCl
Pokud dechlorace probíhá za přítomnosti trimethylsilanu, tak je zachyceným produktem pentamethyldisilan:
Si(CH3)2 + HSi(CH3)3 → (CH3)2Si(H)-Si(CH3)3
Činidlo nereaguje s dimethyldichlorsilanem ani s draslíkem.

## Podobná využití
Chemické pasti se také používají na detekci sloučenin přítomných v koncentracích nižších, než je jejich mez detekce, nebo nacházejících se ve směsích, kde ostatní složky detekci ruší. Zachycovací činidlo, například barvivo, reaguje s danou látkou a vytváří snadněji detekovatelný produkt.